# Stanislav Hofmann
Stanislav Hofmann (17 giugno 1990) è un calciatore ceco, difensore dello Zbrojovka Brno.

## Palmarès

### Club

#### Competizioni nazionali
- Coppa della Repubblica Ceca: 1

Slovácko: 2021-2022